# Jean Pascal (homme politique)
Pour les articles homonymes, voir Jean Pascal et Pascal.
 (février 2019).
Si vous disposez d'ouvrages ou d'articles de référence ou si vous connaissez des sites web de qualité traitant du thème abordé ici, merci de compléter l'article en donnant les références utiles à sa vérifiabilité et en les liant à la section « Notes et références ».
Jean Pascal né le 7 décembre 1910 à Lamballe (Côtes-du-Nord) et décédé le 31 mai 1997 à Paris 5e, 

## Biographie
Pharmacien à Pontivy de 1939 à 1977, il est président de la société sportive La Garde de Saint-Ivy de 1969 à 1976 et président du Comité régional olympique et sportif de Bretagne de 1972 à 1978. Il est conseiller municipal de Pontivy de 1971 à 1978.
Il est proclamé député du Morbihan en 1977, après le décès subit de l'abbé Hervé Laudrin, dont il était le suppléant. Député jusqu'en 1978, il se consacre après la fin de son mandat à un Dictionnaire des députés bretons de 1789 à 1983.